# Ensemble Ortskern Kattenhochstatt

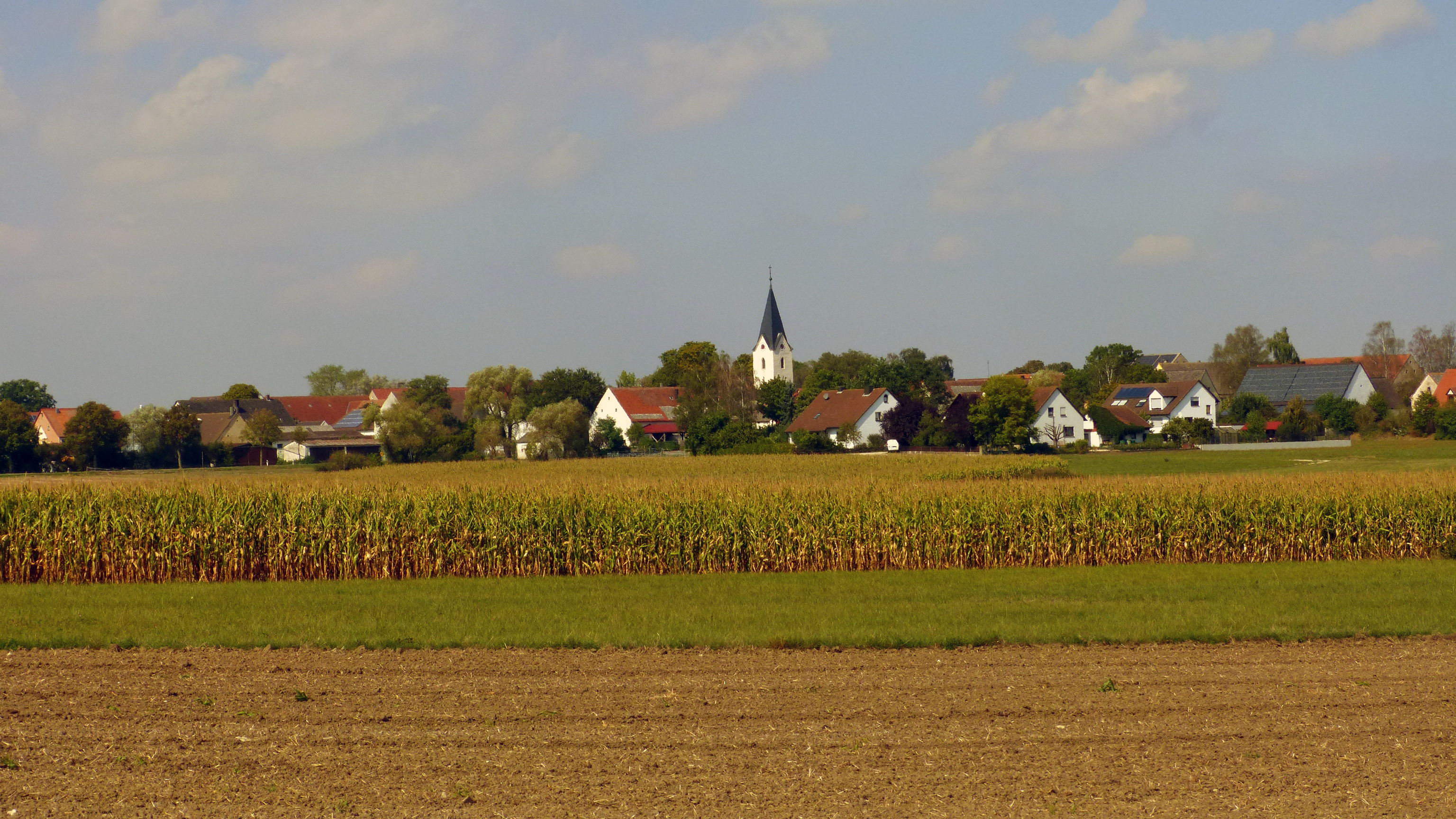
Ortsansicht von Kattenhochstadt

Das Ensemble Ortskern in Kattenhochstatt, einem Stadtteil von Weißenburg in Bayern im  mittelfränkischen Landkreis Weißenburg-Gunzenhausen in Bayern, ist ein Bauensemble, das unter Denkmalschutz steht.
Es umfasst die Hauptstraße des regelmäßig angelegten, westöstlich gerichteten Straßendorfes, und zwei im Bereich der Kirche St. Magnus südwärts weisende, untereinander verbundene Nebenachsen. Die Dorfanlage ist mittelalterlich. 
Die Bebauung der Hauptstraße wird von giebelständigen Bauernhäusern, meist zweigeschossigen verputzten Satteldachbauten bestimmt, denen sich dreiseitige und hakenförmige Höfe zuordnen. Der Straßenzug wird beherrscht von der klassizistischen Anlage des Pfarrhofes, die gotisch-neugotische Kirche St. Magnus ist südlich zurückgesetzt. 
Die äußere Querachse im Westen wird durch dreiseitige Hofanlagen des 18./19. Jahrhunderts eingefasst, die innere Querachse und die Verbindungsgasse werden durch eine niedrigere bäuerliche Bebauung bestimmt und durch die Kirche beherrscht.

## Einzeldenkmäler
Siehe: Liste der Baudenkmäler in Kattenhochstatt